# FDGB-Pokal 1972 (Badminton)

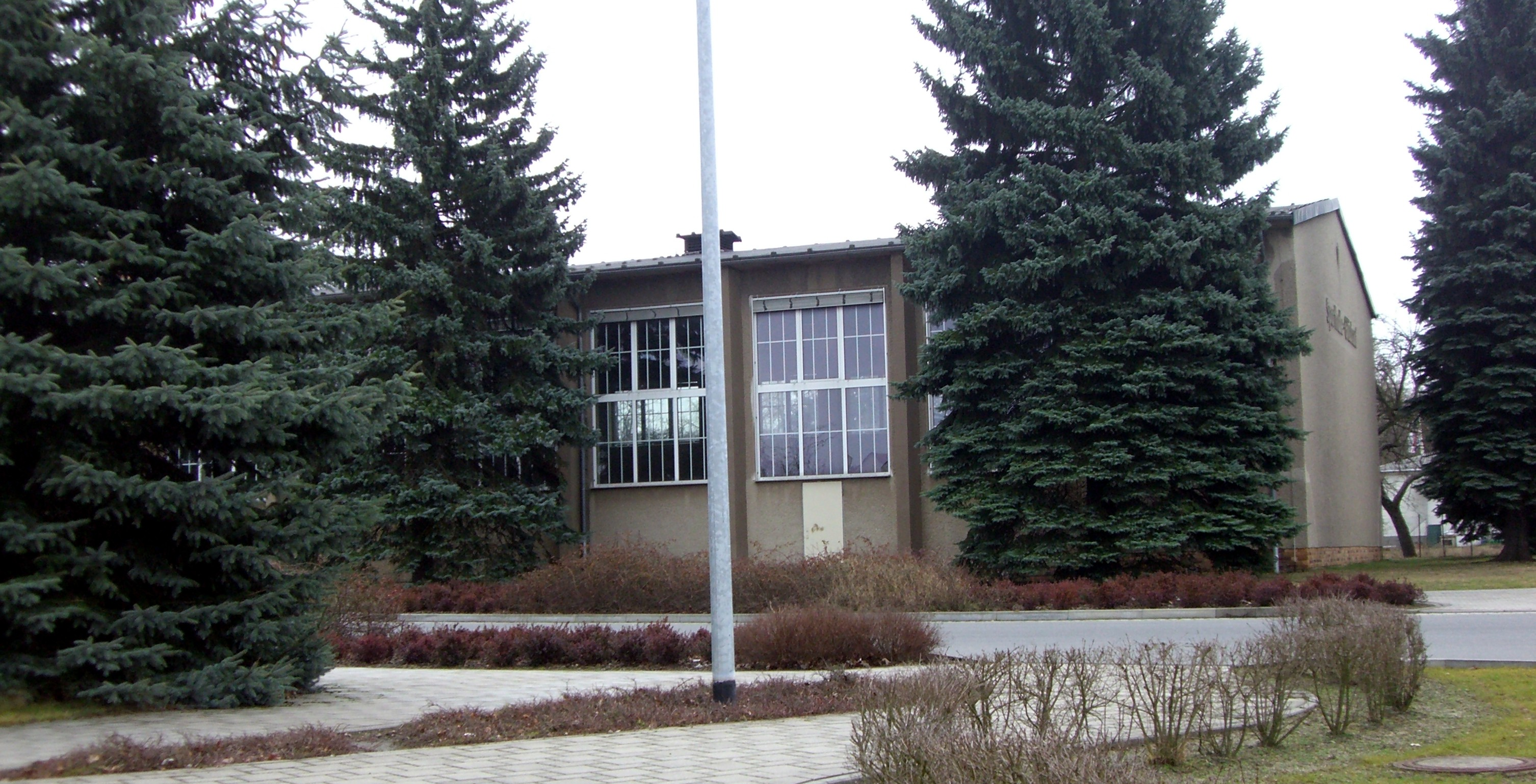
Sporthalle Glückauf Tröbitz

Der FDGB-Pokal im Badminton 1972 war die zweite Auflage dieses Wettbewerbs. Die Endrunde dazu fand am 27. und 28. Mai 1972 in der Sporthalle Glückauf in Tröbitz statt. Gewinner dieser Ausgabe des FDGB-Pokals wurde Einheit Greifswald, welches im entscheidenden Spiel Serienmeister Fortschritt Tröbitz mit 3:2 bezwingen konnte.

## Endstand
| Platz | Mannschaft                       | Bälle   | Sätze | Spiele | Punkte |
| ----- | -------------------------------- | ------- | ----- | ------ | ------ |
| 1.    | Einheit Greifswald               | 421:272 | 25:7  | 12:3   | 3:0    |
| 2.    | Fortschritt Tröbitz              | 429:300 | 25:6  | 11:4   | 2:1    |
| 3.    | HSG DHfK Leipzig                 | 298:358 | 12:19 | 6:9    | 1:2    |
| 4.    | Fortschritt Hohenstein-Ernstthal | 221:441 | 3:29  | 1:14   | 0:3    |